# The Inner Circle (luta profissional)
The Inner Circle foi um grupo de wrestling profissional americano formado na promoção americana All Elite Wrestling (AEW). Foi criado e liderado por Chris Jericho, e era composto pelos membros originais Jake Hager, Santana e Ortiz e Sammy Guevara.
O grupo foi formado durante o primeiro episódio do AEW Dynamite e se tornou um dos atos centrais da promoção durante os primeiros anos, desde que Jericho venceu o AEW World Championship. A primeira rivalidade notável foi contra a The Elite, sendo derrotados em uma Stadium Stampede no Double or Nothing. O grupo também incluiu MJF e Wardlow por alguns meses antes de MJF se virar contra eles e criar seu próprio grupo, The Pinnacle, enfrentando ambos em uma luta Blood and Guts e uma Stadium Stampede. Durante os meses finais do grupo, eles rivalizaram com o America Top Team e Sammy Guevara venceu o TNT Championship duas vezes. O grupo se desfez depois que Jericho e Hager se voltaram contra Santana e Ortiz.

## História
No All Out em 31 de agosto, Chris Jericho se tornou o primeiro Campeão Mundial da AEW após derrotar Adam Page. No mesmo evento, Santana e Ortiz fizeram sua estreia na AEW atacando Nick Jackson e Lucha Brothers.
Na estreia do AEW Dynamite no dia 2 de outubro, na luta principal da noite, Kenny Omega e The Young Bucks foram derrotados por Jericho, Santana e Ortiz. Após a luta, Jake Hager fez sua estreia na AEW ajudando Jericho, Sammy Guevara, Santana e Ortiz no ataque aos Young Bucks, Dustin Rhodes e Cody. Em 9 de outubro, no episódio seguinte do Dynamite, Jericho revelou oficialmente o seu novo grupo como "The Inner Circle".
O sucesso do Inner Circle continuou no pay-per-view Full Gear em 9 de novembro, com Santana e Ortiz derrotando os Young Bucks enquanto Jericho manteve com sucesso o Campeonato Mundial AEW contra Cody. No episódio do Dynamite após o Full Gear, Jericho e Guevara desafiaram SoCal Uncensored (Frankie Kazarian e Scorpio Sky) pelo AEW World Tag Team Championship, mas eles não conseguiram vencer, Sky prendeu Jericho com um small package, dando a Jericho a primeira derrota dele na AEW. No episódio de 27 de novembro do Dynamite, Jericho defendeu com sucesso seu campeonato mundial contra Sky. Em dezembro, Jericho rivalizou com Jon Moxley, oferecendo-o para se juntar ao grupo. e trazer Jeff Cobb como um "pistoleiro" para atacar Moxley. Apesar de tudo isso, Moxley derrotou Jericho para vencer o AEW World Championship no Revolution em 29 de fevereiro de 2020, encerrando o reinado inaugural de Jericho em 182 dias.
Durante as semanas seguintes, The Inner Circle rivalizou com a The Elite e Matt Hardy, culminando em uma luta no Double or Nothing sob a estipulação Stadium Stampede em que Sammy Guevara foi derrotado por Kenny Omega.
Em 29 de julho no episódio do Dynamite, Jericho, com The Inner Circle, foi derrotado pelos Best Friends (Chuck Taylor, Trent e Orange Cassidy) e Jurassic Express (Luchasaurus e Jungle Boy) com Marko Stunt.
MJF, que originalmente queria se unir ao The Inner Circle de Chris Jericho em 13 de novembro de 2019, procurou se juntar ao grupo depois de desafiar Jon Moxley pelo AEW World Championship no All Out. MJF convidou Jericho para o "Le Dinner Debonair", um jantar de filé onde eles apresentaram um musical, "Me and My Shadow" durante o qual Jericho anunciou que o The Inner Circle realizaria uma reunião no Town Hall para decidir se MJF deveria se juntar ao grupo. Depois de várias perguntas de Eric Bischoff e outros, Jericho mencionou que MJF nunca o derrotou e lhe daria uma luta no Full Gear, permitindo que MJF se juntasse ao grupo se ele vencesse.
No Full Gear MJF derrotou Jericho com um roll-up, juntando-se ao grupo logo em seguida. Por extensão, Wardlow se juntou ao The Inner Ciricle também. Em 16 de dezembro de 2020, no Dynamite , todos os membros do Inner Circle, exceto Wardlow, se uniram para derrotar os Best Friends (Chuck Taylor e Trent), Top Flight (Darius e Dante Martin) e os Varsity Blondes— (Brian Pillman Jr. & Griff Garrison) em uma luta de equipe de sextetos.
No Near Year Smash, Wardlow derrotou Jake Hager com os dois demonstrando respeito mútuo após a luta.
Na edição de 10 de fevereiro de 2021 do Dynamite, após semanas de tensão crescente entre MJF e Guevara, Guevara atacou MJF após um confronto nos bastidores que causou a MJF uma lesão nas costelas. Mais tarde no episódio, após a vitória de MJF e Jericho contra o The Acclaimed (Anthony Bowens e Max Caster) em uma luta de duplas, Guevara anunciou sua saída do The Inner Circle.
Na edição de 10 de março de 2021 do Dynamite, um "Conselho de Guerra" foi convocado pelo Inner Circle, onde Guevara apareceu e revelou que MJF estava planejando um golpe do Inner Circle contra Jericho e pensou ter convencido Hager, Santana e Ortiz a se juntaram a ele, mas Guevara o havia gravado secretamente, e os três estavam fingindo para expor a duplicidade de MJF, levando Jericho a expulsar MJF do grupo. MJF então revelou que ele havia criado o seu próprio grupo consistindo em Wardlow, FTR e Shawn Spears que apareceram e atacaram violentamente o Inner Circle, tornando-os faces no processo. Guevara também voltou ao Inner Circle.

## Membros
| * | Membros fundadores |
| L | Líder              |

### Atuais
| Membro        |    | Entrada               | Saída               |
| ------------- | -- | --------------------- | ------------------- |
| Chris Jericho | *L | 9 de outubro de 2019  | 9 de março de 2022  |
| Jake Hager    | *  | 9 de outubro de 2019  | 9 de março de 2022  |
| Santana       | *  | 9 de outubro de 2019  | 9 de março de 2022  |
| Ortiz         | *  | 9 de outubro de 2019  | 9 de março de 2022  |
| Sammy Guevara | *  | 9 de outubro de 2019  | 9 de março de 2022  |
| MJF           |    | 7 de novembro de 2020 | 10 de março de 2021 |
| Wardlow       |    | 7 de novembro de 2020 | 10 de março de 2021 |

### Honorário
| Membro     |  | Entrada            |
| ---------- |  | ------------------ |
| Mike Tyson |  | 7 de abril de 2021 |

### Linha do tempo
Em 16 de março de 2025.

## Subgrupos
| Nome            | Membros       | Período     | Tipo  |
| --------------- | ------------- | ----------- | ----- |
| Santana e Ortiz | Santana Ortiz | 2019 - 2022 | Dupla |

## Títulos e prêmios
- All Elite Wrestling
  - AEW World Championship (1 vez) – Jericho[21]
  - AEW TNT Championship (2 vezes) – Guevara[22]
  - Interim AEW TNT Championship (1 vez) – Guevara[23]
  - Dynamite Diamond Ring (2020) – MJF[24]
  - Dynamite Award (2 vezes)
    - "Bleacher Report PPV Moment of the Year" (2021) – Luta Stadium Stampede (The Elite vs. The Inner Circle) no Double or Nothing
    - "Biggest Beatdown" (2021) – The Inner Circle atacando Orange Cassidy – Dynamite (10 de junho)
- CBS Sports
  - Pior momento do ano (2020) – Guevara vs. Matt Hardy no All Out[25]
- Pro Wrestling Illustrated
  - A PWI classificou Jericho na 3ª posição entre os 500 melhores lutadores individuais da PWI 500 em 2020
  - A PWI classificou Guevara na 61ª posição entre os 500 melhores lutadores individuais da PWI 500 em 2020
  - A PWI classificou Santana na 126ª posição entre os 500 melhores lutadores individuais da PWI 500 em 2020
  - A PWI classificou Ortiz na 128ª posição entre os 500 melhores lutadores individuais da PWI 500 em 2020
  - A PWI classificou Hager na 176ª posição entre os 500 melhores lutadores individuais da PWI 500 em 2020
- Wrestling Observer Newsletter
  - Lutador do ano (2019) - Jericho[26][27]
  - Melhor em entrevistas (2019) - Jericho[26]
  - Estados Unidos / Canadá MVP (2019) - Jericho[27]
  - Mais carismático (2019) - Jericho[27]
  - Melhor sorteio de bilheteria (2019) - Jericho[27]